# جون ماكولاي
جون ماكولاي (بالإنجليزية: John Macaulay)‏ هو لاعب كرة قدم أمريكية أمريكي، ولد في 27 أبريل 1959 في سان دييغو في الولايات المتحدة.

## وصلات خارجية
- جون ماكولاي على موقع مرجع كرة القدم المحترفة.كوم (الإنجليزية)
- جون ماكولاي على موقع JustSportsStats.com (الإنجليزية)